# Liste von Fantasyfilmen der 1950er Jahre
Die Liste von Fantasyfilmen der 1950er Jahre gibt einen chronologischen Überblick über Kino- und abendfüllende TV-Produktionen, die im Zeitraum von 1950 bis 1959 in diesem Genre gedreht wurden. Bei der Nutzung ist zu beachten, dass ein Teil der aufgeführten Filme sich mit artverwandten Genres aus dem Bereich der Phantastik wie Horror und Science-Fiction überschneidet, aber auch Drama und Komödie. Die Liste erhebt keinen Anspruch auf Vollständigkeit und unterliegt einem laufenden Erweiterungsprozess.

## 1950
| Titel                     | Regie        | Produktionsland    |
| ------------------------- | ------------ | ------------------ |
| Mein Freund Harvey Harvey | Henry Koster | Vereinigte Staaten |

## 1951
| Titel                                    | Regie                                           | Produktionsland    |
| ---------------------------------------- | ----------------------------------------------- | ------------------ |
| Alice im Wunderland Alice in Wonderland  | Clyde Geronimi, Wilfred Jackson, Hamilton Luske | Vereinigte Staaten |
| O.K. Nero O.K. Nerone                    | Mario Soldati                                   | Italien            |
| Das Wunder von Mailand Miracolo a Milano | Vittorio De Sica                                | Italien            |

## 1953
| Titel                                | Regie                                           | Produktionsland    |
| ------------------------------------ | ----------------------------------------------- | ------------------ |
| Das goldene Schwert The Golden Blade | Nathan Juran                                    | Vereinigte Staaten |
| Peter Pan                            | Clyde Geronimi, Wilfred Jackson, Hamilton Luske | Vereinigte Staaten |
| Sadkos Abenteuer Садко               | Alexander Ptuschko                              | Sowjetunion        |

## 1954
| Titel                           | Regie          | Produktionsland |
| ------------------------------- | -------------- | --------------- |
| Die Fahrten des Odysseus Ulisse | Mario Camerini | Italien         |

## 1955
| Titel                                    | Regie           | Produktionsland    |
| ---------------------------------------- | --------------- | ------------------ |
| Alice in Wonderland                      | George Schaefer | Vereinigte Staaten |
| Der gläserne Pantoffel The Glass Slipper | Charles Walters | Vereinigte Staaten |
| Reise in die Urzeit Cesta do pravěku     | Karel Zeman     | Tschechoslowakei   |

## 1956
| Titel                               | Regie                           | Produktionsland    |
| ----------------------------------- | ------------------------------- | ------------------ |
| Ilja Muromez Илья Муромец           | Alexander Ptuschko              | Sowjetunion        |
| Karussell Carousel                  | Henry King                      | Vereinigte Staaten |
| Lumpazivagabundus                   | Franz Antel                     | BR Deutschland     |
| Die zwölf Monate Двенадцать месяцев | Iwan Iwanow-Wano, Michail Botow | Sowjetunion        |

## 1957
| Titel                                                           | Regie             | Produktionsland    |
| --------------------------------------------------------------- | ----------------- | ------------------ |
| Der Fluch der aztekischen Mumie La maldición de la momia azteca | Rafael Portillo   | Mexiko             |
| Der Hund, der „Herr Bozzi“ hieß Un angelo è sceso a Brooklyn    | Ladislao Vajda    | Italien / Spanien  |
| Siegfried – Die Sage der Nibelungen Sigfrido                    | Giacomo Gentilomo | Italien            |
| The Story of Mankind                                            | Irwin Allen       | Vereinigte Staaten |

## 1958
| Titel                                                                               | Regie            | Produktionsland                             |
| ----------------------------------------------------------------------------------- | ---------------- | ------------------------------------------- |
| Die Azteken-Mumie gegen den Menschen-Roboter La momia azteca contra el robot humano | Rafael Portillo  | Mexiko                                      |
| Erzählung einer weißen Schlange 白蛇伝                                              | Taiji Yabushita  | Japan                                       |
| Der kleine Däumling Tom Thumb                                                       | George Pal       | Vereinigte Staaten / Vereinigtes Königreich |
| Meine Braut ist übersinnlich Bell, Book and Candle                                  | Richard Quine    | Vereinigte Staaten                          |
| Sindbads siebente Reise The 7th Voyage of Sinbad                                    | Nathan Juran     | Vereinigte Staaten                          |
| Die unglaublichen Abenteuer des Herkules Le fatiche di Ercole                       | Pietro Francisci | Italien                                     |

## 1959
| Titel                                                                    | Regie             | Produktionsland             |
| ------------------------------------------------------------------------ | ----------------- | --------------------------- |
| Donald in Mathmagic Land                                                 | Hamilton Luske    | Vereinigte Staaten          |
| Ein Engel auf Erden                                                      | Géza von Radványi | BR Deutschland / Frankreich |
| Das Geheimnis der verwunschenen Höhle Darby O’Gill and the Little People | Robert Stevenson  | Vereinigte Staaten          |
| Herkules und die Königin der Amazonen Ercole e la regina di Lidia        | Pietro Francisci  | Italien                     |
| Ein Mann geht durch die Wand                                             | Ladislao Vajda    | BR Deutschland              |
| Peterchens Mondfahrt                                                     | Gerhard F. Hering | BR Deutschland              |
| Der unheimliche Zotti The Shaggy Dog                                     | Charles Barton    | Vereinigte Staaten          |